# تقني الأشعة
تِقْنِيُّ الأشعة  أو فني الأشعة (دبلوم) العامل على أجهزة الأشعة الطبية بأنواعها المختلفة، كأجهزة الأشعة المؤينة العادية والمقطعية C.T، وبانوراما الأسنان وأجهزة تصوير الثدى، والأجهزة غير المؤينة مثل أجهزة التصوير بالرنين المغناطيسي (M.R.I). وفي بعض الدول يعمل أيضاً على أجهزة الموجات الصوتية U/S. وهذا العمل من أجل إنشاء صور طبية لتشريح جسم الإنسان لمساعدة أطباء الأشعة والأطباء من المجالات أخرى في التشخيص الطبي. أو العمل على أجهزة الأشعة العلاجية لعلاج الأورام السرطانية بتوجيهه جرعات إشعاعية عالية لقتل الورم. ولهذه المهنة مخاطرها الجسيمة لذلك يلتزم العاملين بها بوسائل حماية عالية خاصة في الجانب العلاجي منها.
فني أو تقني التصوير بالأشعة أو المصورون بالأشعة Radiographers، والمعروفون أيضاً بأسماء أخرى مثل مصوري الأشعة التشخيصية diagnostic radiographers وتقنيي الإشعاع الطبي radiologic technologists، هم متخصصون في الرعاية الصحية healthcare professionals متخصصون في تصوير تشريح الإنسان imaging of human anatomy لتشخيص وعلاج الأمراض diagnosis and treatment of pathology. نادرًا ما يُعرف المصورون بالأشعة باسم فنيي الأشعة السينية x-ray technicians. في البلدان التي تستخدم لقب تقني الأشعة radiologic technologist، غالبًا ما يشار إليها بشكل غير رسمي على أنها تقنيات في البيئة السريرية clinical environment؛ ظهرت هذه العبارة في الثقافة الشعبية popular culture مثل البرامج التلفزيونية. يمكن أن يشير مصطلح المصور الشعاعي أيضًا إلى فني التصوير الشعاعي العلاجي therapeutic radiographer، والمعروف أيضًا باسم المعالج الإشعاعي radiation therapist.

يعمل المصورون بالأشعة في كل من الرعاية الصحية العامة والرعاية الصحية الخاصة ويمكن أن يتواجدوا فعليًا في أي مكان توجد به معدات التشخيص المناسبة، وغالبًا في المستشفيات. تختلف هذه الممارسة من بلد إلى آخر ويمكن أن تختلف حتى بين المستشفيات في نفس البلد.

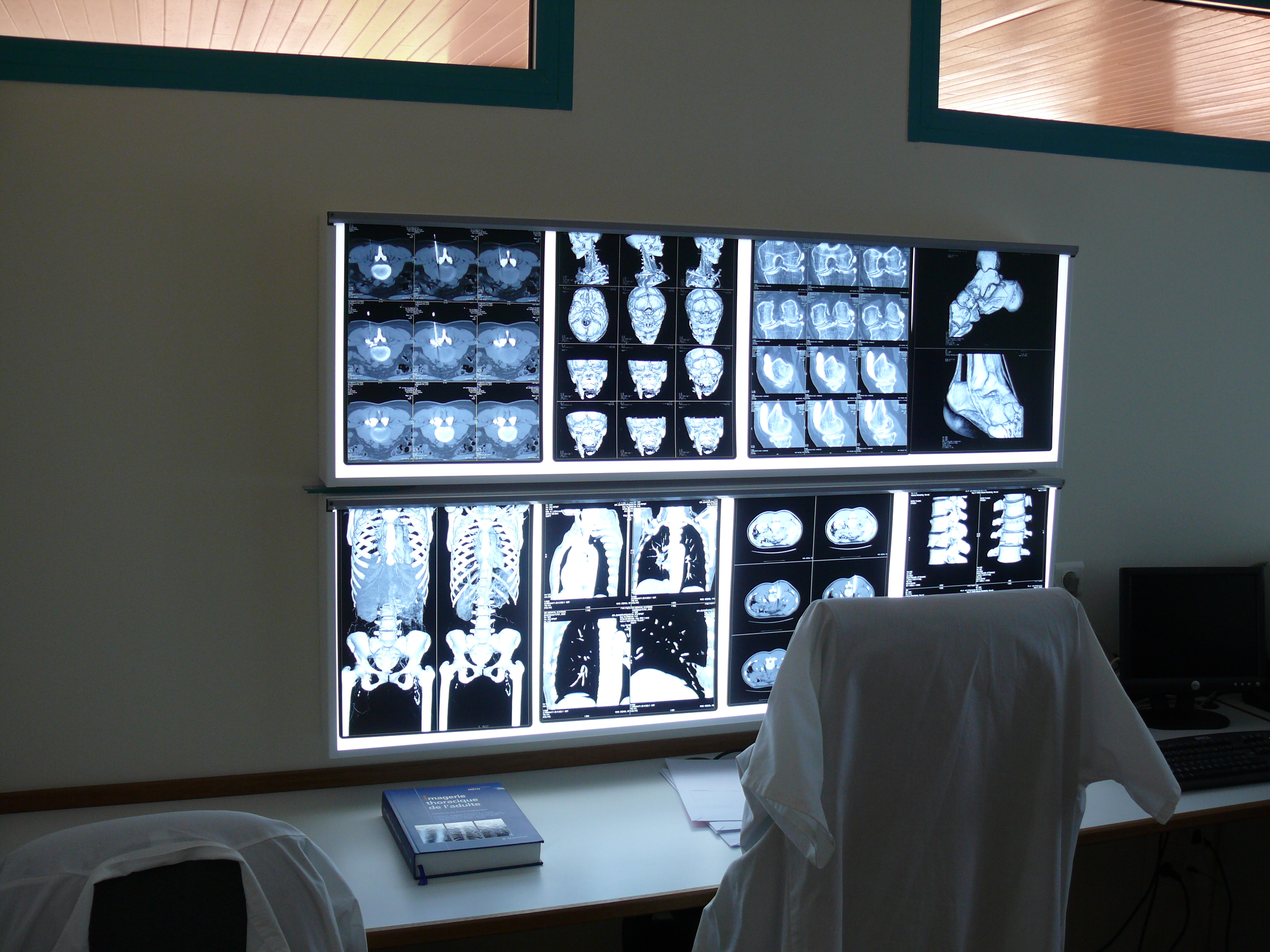
الصور الشعاعية للقراءة.

يتم تمثيل المصورين بالأشعة من قبل مجموعة متنوعة من المنظمات في جميع أنحاء العالم، بما في ذلك الجمعية الدولية لمصوري الأشعة وتقنيي الأشعة International Society of Radiographers and Radiologic Technologists (ISRRT) التي تهدف إلى توجيه المهنة ككل من خلال التعاون مع الهيئات التمثيلية الوطنية.

## التاريخ
يمكن تتبع أصول التصوير الشعاعي Radiography وأصول التنظير الفلوري fluoroscopy's origins إلى 8 نوفمبر 1895، عندما اكتشف أستاذ الفيزياء الألماني فيلهلم رونتجن Wilhelm Röntgen الأشعة السينية ولاحظ أنه بينما يمكن أن يمر عبر الأنسجة البشرية، فإنه لا يمكن أن يمر عبر العظام أو المعدن. أشار رونتجن إلى الإشعاع بـ "X" للإشارة إلى أنه نوع غير معروف من الإشعاع. حصل على أول جائزة نوبل في الفيزياء لاكتشافه.
هناك روايات متضاربة لاكتشافه لأن رونتجن قد أحرقت ملاحظاته المخبرية بعد وفاته، ولكن من المحتمل أنه قد جرى إعادة بناء تلك الملاحظات من قبل كتاب سيرته الذاتية:
كان رونتجن يبحث في أشعة الكاثود cathode rays باستخدام شاشة فلورية fluorescent screen مطلية ببلاتينوسيانيد الباريوم وأنبوب كروكس Crookes tube . الأنبوب الذي كان قد لفه بكرتون أسود black cardboard لحماية توهجه الفلوريسنت fluorescent glo. لاحظ توهجًا أخضر خافتًا من الشاشة، على بعد حوالي متر واحد. أدرك رونتجن أن بعض الأشعة غير المرئية القادمة من الأنبوب تمر عبر الورق المقوى لتوهج الشاشة: كانت تمر عبر جسم معتم للتأثير على الفيلم الموجود خلفه.
اكتشف رونتجن الاستخدام الطبي للأشعة السينية عندما قام بعمل صورة ليد زوجته على لوحة فوتوغرافية photographic plate تم تشكيلها بسبب الأشعة السينية. كانت صورة يد زوجته أول صورة على الإطلاق لجزء من جسم الإنسان باستخدام الأشعة السينية. عندما رأت الصورة، قالت: "رأيت موتي"/ "I have seen my death .
أول استخدام للأشعة السينية في ظل الظروف السريرية كان بواسطة جون هول إدواردز John Hall-Edwards في برمنغهام، إنجلترا في 11 يناير 1896، عندما صور بالأشعة إبرة عالقة في يد زميله. في فبراير 1896، أصبح هول إدواردز أيضًا أول من استخدم الأشعة السينية في عملية جراحية.
شهدت الولايات المتحدة أول أشعة سينية طبية تم الحصول عليها باستخدام أنبوب تفريغ discharge tube من تصميم إيفان بوليوي Ivan Pulyui's . في يناير 1896، عند قراءة اكتشاف رونتجن، قام فرانك أوستن من كلية دارتموث باختبار جميع أنابيب التفريغ في مختبر الفيزياء ووجد أن أنبوب بوليوي فقط هو الذي ينتج الأشعة السينية. كان هذا نتيجة لإدراج بوليوي لـ «هدف» مائل من الميكا mica، يستخدم لأخذ عينات من مادة الفلورسنت، داخل الأنبوب. في 3 فبراير 1896، كشف جيلمان فروست بالأشعة السينية، أستاذ الطب في الكلية، وشقيقه إدوين فروست، أستاذ الفيزياء، عن معصم مكارثي Eddie McCarthy، الذي تعرض لكسر في العظم وعالجه جيلمان قبل بضعة أسابيع، الأشعة السينية وجمعوا الصورة الناتجة للعظم المكسور على ألواح التصوير الجيلاتيني gelatin photographic plates المأخوذة من هوارد لانجيل، وهو مصور محلي مهتم أيضًا بعمل رونتجن.
تم استخدام الأشعة السينية في التشخيص في وقت مبكر جدًا؛ على سبيل المثال، افتتح آلان أرشيبالد كامبل سوينتون Alan Archibald Campbell-Swinton مختبرًا للتصوير الشعاعي في المملكة المتحدة عام 1896، قبل اكتشاف مخاطر الإشعاع المؤين. في الواقع، دفعت ماري كوري إلى استخدام التصوير الشعاعي لعلاج الجنود الجرحى في الحرب العالمية الأولى. في البداية، أجرى العديد من الموظفين التصوير الشعاعي في المستشفيات، بما في ذلك الفيزيائيين والمصورين والأطباء والممرضات والمهندسين. نشأ التخصص الطبي للأشعة على مدى سنوات عديدة حول التكنولوجيا الجديدة. عندما تم تطوير اختبارات تشخيصية جديدة، كان من الطبيعي أن يتم تدريب المصورين الشعاعيين على هذه التقنية الجديدة واعتمادها. يقوم مصورو الأشعة الآن بإجراء التنظير الفلوري، والتصوير المقطعي computed tomography ، والتصوير الشعاعي للثدي mammography ، والموجات فوق الصوتية، والطب النووي، والتصوير بالرنين المغناطيسي magnetic resonance imaging أيضًا. على الرغم من أن القاموس غير المتخصص قد يعرّف التصوير الشعاعي بشكل ضيق تمامًا على أنه "التقاط صور بالأشعة السينية" taking X-ray images"، إلا أن هذا كان منذ فترة طويلة جزءًا فقط من عمل "أقسام الأشعة السينية" ومصوري الأشعة وأخصائيي الأشعة. في البداية، كانت الصور الشعاعية تُعرف باسم التصوير الشعاعي، بينما تم استخدام سكاياغرافر (من الكلمات اليونانية القديمة لـ "الظل" و "الكاتب") Skiagrapher (from the Ancient Greek words for "shadow" and "writer") حتى حوالي عام 1918 ليعني فني أشعة. الأشعة.
diagnostic tests
يتضمن تاريخ التصوير بالرنين المغناطيسي العديد من الباحثين الذين اكتشفوا الرنين المغناطيسي النووي ووصفوا فيزياءه الأساسية، ولكن يعتبر بول سي لوتربر من اختراعه في سبتمبر 1971 ؛ نشر النظرية الكامنة وراءه في مارس 1973. تم وصف العوامل التي تؤدي إلى تباين الصورة (الاختلافات في قيم وقت استرخاء الأنسجة) قبل 20 عامًا تقريبًا بواسطة إريك أودبلاد (طبيب وعالم) وجونار ليندستروم.
في عام 1950، اكتشف إروين هان أصداء الدوران وتحلل الحث الحر لأول مرة [21] [22] وفي عام 1952، أنتج هيرمان كار طيفًا أحادي البعد بالرنين المغناطيسي النووي كما ورد في أطروحة دكتوراه في جامعة هارفارد. ] في الاتحاد السوفيتي،  قدم فلاديسلاف إيفانوف (في عام 1960) وثيقة إلى لجنة الدولة للاختراعات والاكتشافات في لينينغراد من أجل جهاز التصوير بالرنين المغناطيسي، على الرغم من أن هذا لم تتم الموافقة عليه حتى السبعينيات.
بحلول عام 1959، درس جاي سينجر تدفق الدم عن طريق قياسات وقت استرخاء الرنين المغناطيسي النووي للدم في البشر الأحياء. لم يتم إدخال مثل هذه القياسات في الممارسة الطبية الشائعة حتى منتصف الثمانينيات، على الرغم من تقديم براءة اختراع لجهاز NMR لكامل الجسم لقياس تدفق الدم في جسم الإنسان من قبل ألكسندر جانسن في أوائل عام 1967.
في الستينيات والسبعينيات من القرن الماضي، ظهرت نتائج قدر كبير جدًا من العمل على الاسترخاء والانتشار والتبادل الكيميائي للماء في الخلايا والأنسجة من مختلف الأنواع في الأدبيات العلمية. في عام 1967، أبلغ ليجون عن قياس ارتخاء المياه بالرنين المغناطيسي النووي في أحضان البشر الأحياء.

في عام 1968، نشر جاكسون ولانغهام أول إشارات الرنين المغناطيسي النووي من حيوان حي.

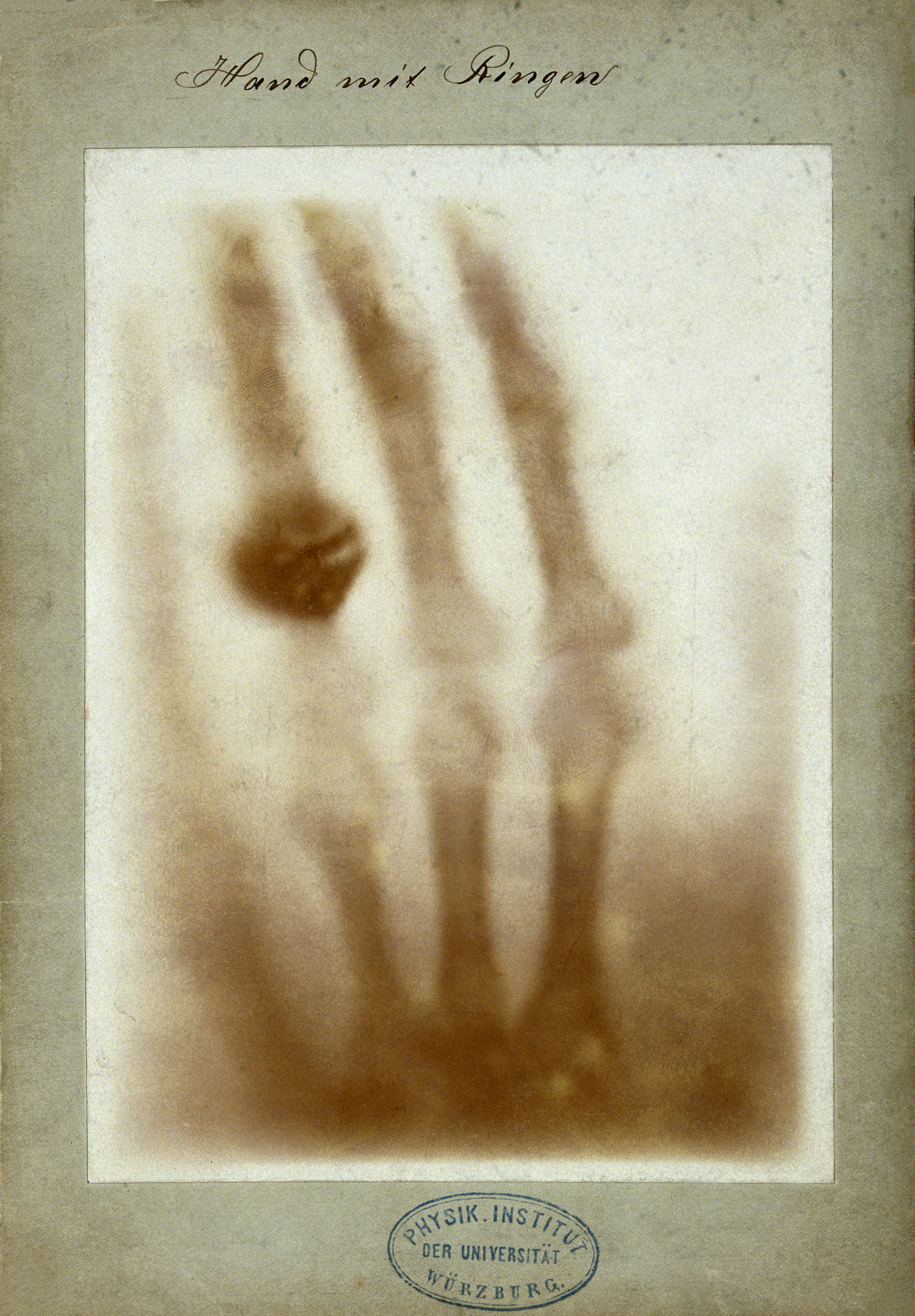

## دور في الرعاية الصحية
يستخدم مصور الأشعة خبرته ومعرفته برعاية المرضى والفيزياء والتشريح البشري وعلم وظائف الأعضاء وعلم الأمراض والأشعة لتقييم المرضى وتطوير تقنيات الأشعة المثلى وتقييم الوسائط الشعاعية الناتجة.
هذا الفرع من الرعاية الصحية متنوع للغاية، لا سيما بين البلدان المختلفة، ونتيجة لذلك غالبًا ما يلعب المصورون بالأشعة في بلد ما دورًا مختلفًا تمامًا عن دور المصورين في بلد آخر. ومع ذلك، يتم تلخيص المسؤوليات الأساسية لمصور الأشعة أدناه:
الاستقلالية كمحترف
المساءلة كمحترف
المساهمة والمشاركة في التطوير المهني المستمر
إنفاذ الحماية من الإشعاع (هناك واجب رعاية للمرضى والزملاء وأي أشخاص عاديين قد يتعرضون للإشعاع.)
تبرير فحوصات التصوير الشعاعي
رعاية المرضى
إنتاج وسائط التشخيص
الاستخدام الآمن والفعال والصحيح لمعدات التشخيص
الإشراف على الطلاب والمساعدين
على المستوى الأساسي، لا يقوم المصورون الشعاعيون بتفسير الوسائط التشخيصية بشكل عام، بل يقومون بتقييم الوسائط واتخاذ قرار بشأن فعاليتها التشخيصية. من أجل إجراء هذا التقييم، يجب أن يكون لدى المصورين بالأشعة معرفة شاملة ولكن ليس بالضرورة شاملة بعلم الأمراض والظهور الشعاعي؛ لهذا السبب لا يفسر المصورون بالأشعة أو يشخصون بدون تدريب إضافي. على الرغم من ذلك، أصبح من الشائع الآن أن يكون لمصوري الأشعة دور إكلينيكي موسع وموسع، وهذا يشمل دورًا في التشخيص الإشعاعي الأولي واستشارة التشخيص وما هي التحقيقات اللاحقة التي يجب إجراؤها. ليس من غير المألوف أن يقوم مصورو الأشعة الآن بإجراءات كان من الممكن أن يقوم بها في السابق طبيب القلب أو أخصائي المسالك البولية أو أخصائي الأشعة أو أخصائي الأورام بشكل مستقل.
على عكس ما يمكن استنتاجه، يقوم مصورو الأشعة بإجراء والمساهمة في التحقيقات التي ليست بالضرورة ذات طبيعة إشعاعية، على سبيل المثال التصوير بالموجات فوق الصوتية والتصوير بالرنين المغناطيسي.
غالبًا ما يكون لدى المصورين الشعاعيين فرص لدخول الخدمة العسكرية بسبب دورهم في الرعاية الصحية. كما هو الحال مع معظم المهن الأخرى في المجال الطبي، فإن العديد من المصورين الشعاعيين لديهم نوبات دورية تشمل واجبات ليلية.

### المسارات المهنية
التصوير الشعاعي هو مهنة متنوعة للغاية مع العديد من الطرائق والتخصصات المختلفة. ليس من غير المألوف أن يكون المصورون بالأشعة متخصصين في أكثر من طريقة واحدة وحتى لديهم خبرة في الإجراءات التدخلية بأنفسهم؛ لكن هذا يعتمد على البلد الذي يعملون فيه. ونتيجة لذلك، يصعب تلخيص المسار الوظيفي النموذجي لمصور الأشعة. عند التأهيل، من الشائع أن يركز المصورون الشعاعيون فقط على التصوير الشعاعي العادي قبل التخصص في أي طريقة يتم اختيارها. بعد عدد من السنوات في المهنة، غالبًا ما تصبح الأدوار غير القائمة على التصوير مفتوحة وقد ينتقل المصورون الشعاعيون إلى هذه المواقف.

### طرائق التصوير
بشكل عام، جميع طرق التصوير تشخيصية، وكلها لديها القدرة على استخدامها علاجيًا من أجل تقديم التدخل. تشمل الطرائق (أو التخصصات) على سبيل المثال لا الحصر:
| Name                                             | Examples of Professional Titles1                                                                                                   | Technology2 | Ionizing | Description |
| ------------------------------------------------ | --- | --- | -------- | --- |
| Angiography/Venography                           | Angiographer, Angiography Technologist, Angigographic Technologist                                                                 | Fluoroscopy and/or Image Intensification Radiography mostly with intravascular contrast |          | قد يكون تصوير نظام القلب والأوعية الدموية تشخيصيًا أو علاجيًا بطبيعته. يستخدم تحت تخصصات الأشعة التداخلية و / أو أمراض القلب داخل معمل قسطرة (معمل قسطرة). |
| Computed Tomography                              | CT Radiographer, CT Technologist, Neuroradiographer                                                                                | Computed Tomography (CT) (incl. MDCT/MSCT, EBCT, Sequential CT, etc.) |          | يوفر مناظر مقطعية (شرائح) للجسم؛ يمكن أيضًا إعادة بناء صور إضافية من تلك التي تم التقاطها لتوفير مزيد من المعلومات إما في 2D أو Pseudo-3D. |
| Diagnostic Radiography                           | Diagnostic Radiographer, Radiographer, Radiologic Technologist                                                                     | Plain Film Radiography (PFD) |          | ns, يستخدم الإشعاع المؤين في فحص الأعضاء الداخلية والعظام والتجاويف والأجسام الغريبة. |
| Echocardiography                                 | Sonographer, Ultrasound Radiographer, Ultrasound Technologist, Ultrasonographer                                                    | 2D, 3D and Doppler Sonography |          | يستخدم التصوير بالموجات فوق الصوتية ثنائي الأبعاد وثلاثي الأبعاد والدوبلر لتصوير القلب. Utilises 2D, 3D and Doppler Sonography to image the heart. |
| Fluoroscopy                                      | Fluoroscoper, Fluoroscopy Radiographer, Fluoroscopy Technologist, Fluoroscopic Radiographer, Fluoroscopic Technologist             | Fluoroscopy |          | Utilises continuous and/or pulses of ionising radiation to visualise the various systems of in the body over period of time. Often used in monitoring a bolus or contrast agent in order to highlight vessels and organs, or to position devices within the body (such as يستخدم نبضات مستمرة و / أو من الإشعاع المؤين لتصور الأنظمة المختلفة في الجسم على مدار فترة زمنية. غالبًا ما يستخدم في مراقبة البلعة أو عامل التباين من أجل إبراز الأوعية والأعضاء، أو لوضع الأجهزة داخل الجسم (مثل أجهزة تنظيم ضربات القلب، والأسلاك التوجيهية، والدعامات، وما إلى ذلك).pacemakers, guidewires, stents, etc.). |
| Mammography/Breast Radiography                   | Mammographer, Mammography Radiographer, Mammography Technologist, Mammographic Radiographer, Mammographic Technologist             | Mammographic Plain Film Radiography |          | Uses low dose ionising radiation systems to produce images for the diagnosis and/or staging of breast disease, primarily breast cancer. |
| Magnetic Resonance Imaging                       | MR Radiographer, MR Technologist, Neuroradiographer                                                                                | Magnetic Resonance Imaging (MRI) |          | Uses magnetic resonance and radiofrequency pulses for static, يستخدم الرنين المغناطيسي ونبضات التردد الراديوي للتصوير الثابت والديناميكي والوظيفي. [4] dynamic and function imaging. |
| Nuclear Medicine (NM)/Radionuclide Imaging (RNI) | Nuclear Medicine Radiographer, Nuclear Medicine Technologist, RNI Radiographer, RNI Technologist                                   | Single Photon Emission Computed Tomography (SPECT)، Positron Emission Tomography، Positron Emission Tomography Computed Tomography(PET-CT) (all with or without the involvement of Radioactive Tracers) |          | Uses radioactive tracers which can be administered to examine how the body and organs function. Certain radioisotopes can also يستخدم أدوات التتبع المشعة التي يمكن استخدامها لفحص كيفية عمل الجسم والأعضاء. يمكن أيضًا استخدام نظائر مشعة معينة لعلاج بعض أنواع السرطان، مثل سرطان الغدة الدرقية. be administered to treat certain cancers, such as thyroid cancer. |
| Sonography/Ultrasonography                       | Sonographer, Ultrasound Radiographer, Ultrasound Technologist, Ultrasonographer                                                    | 2D, 3D and Doppler Sonography |          | Images anatomy and related pathology (such as cancer or cardiopulmonary diseases) using ultrasound waves. Obstetric ultrasonography is the use of ultrasonography to track the course of a pregnancy and detect certain embryonic or fetal malformations or diseases, which may be genetic and/or hereditary in nature. Gynecologic ultrasonography deals with imaging diseases or defects or abnormalities of the female genital and reproductive organs (ovaries, fallopian tubes, vagina, uterus, cervix, clitoris, labia, and breasts). صور التشريح والأمراض ذات الصلة (مثل السرطان أو أمراض القلب والرئة) باستخدام الموجات فوق الصوتية. تخطيط الصدى التوليدي هو استخدام الموجات فوق الصوتية لتتبع مسار الحمل واكتشاف بعض التشوهات أو الأمراض الجنينية أو الجنينية، والتي قد تكون وراثية و / أو وراثية في طبيعتها. يتعامل التصوير بالموجات فوق الصوتية لأمراض النساء مع أمراض أو عيوب أو تشوهات الأعضاء التناسلية والتناسلية الأنثوية (المبيض، قناة فالوب، المهبل، الرحم، عنق الرحم، البظر، الشفرين، والثدي). |
| Surgical/Theatre Radiography                     | Surgical Radiographer, Surgical Technologist, Theatre Radiographer, Theatre Technologist, Trauma & Orthopaedics (T&O) Radiographer | X-ray image intensifier, varies |          | Images anatomy and related pathology during surgical procedures. |

1 يتم بشكل روتيني استخدام البادئات مثل طب الأطفال والشيخوخة والصدمات بالاقتران مع الألقاب المهنية.
2 هذه القائمة من التقنيات ليست شاملة.

### طرائق غير التصوير
تختلف الطرائق غير التصويرية، وغالبًا ما يتم إجراؤها بالإضافة إلى طرائق التصوير. عادة ما تشمل:
- الأوساط الأكاديمية - دور التعليم.
- الإدارة السريرية - الدور الإداري السريري الذي يمكن أن يتنوع؛ قد تشمل إدارة عمليات التدقيق والتناوب وميزانيات الأقسام وما إلى ذلك.
- البحث السريري - الدور البحثي.
- الفيزياء الطبية - دور متعدد التخصصات يضمن المعايرة الصحيحة والاستخدام الأكثر كفاءة لمعدات التشخيص.
- إدارة PACS - الدور الإداري المعني بالحفاظ على الاستخدام المناسب والصحيح لأنظمة RIS و PACS والإشراف عليهما.
- الحماية من الإشعاع - دور إداري معني بمراقبة مستوى الإشعاع المؤين الذي يمتصه أي شخص يتلامس مع الإشعاع المؤين في موقعه.
- الإبلاغ عن التصوير الشعاعي - دور سريري ينطوي على تفسير الصور الشعاعية ومختلف الوسائط الإشعاعية الأخرى للتشخيص.

1Prefixes such as paediatric, geriatric, trauma are routinely placed used in conjunction with professional titles.
2This list of technologies is not exhaustive.
Non-imaging modalities
Non-imaging modalities vary, and are often undertaken in addition to imaging modalities. They commonly include:
Academia – Education role.
Clinical Management – Clinical managerial role which can be varied; may include managing audits, rotas, department budgets, etc.
Clinical Research – Research role.
Medical Physics – Multidisciplinary role ensuring the correct calibration of and most efficient use of diagnostic equipment.
PACS Management – Managerial role concerned with maintaining and supervising appropriate and correct use of the RIS and PACS systems.
Radiation Protection – A managerial role concerned with monitoring the level of ionising radiation absorbed by anyone who comes into contact with ionising radiation at their site.

Reporting Radiography – A clinical role involved with interpretation of radiographs and various other radiological media for diagnosis.

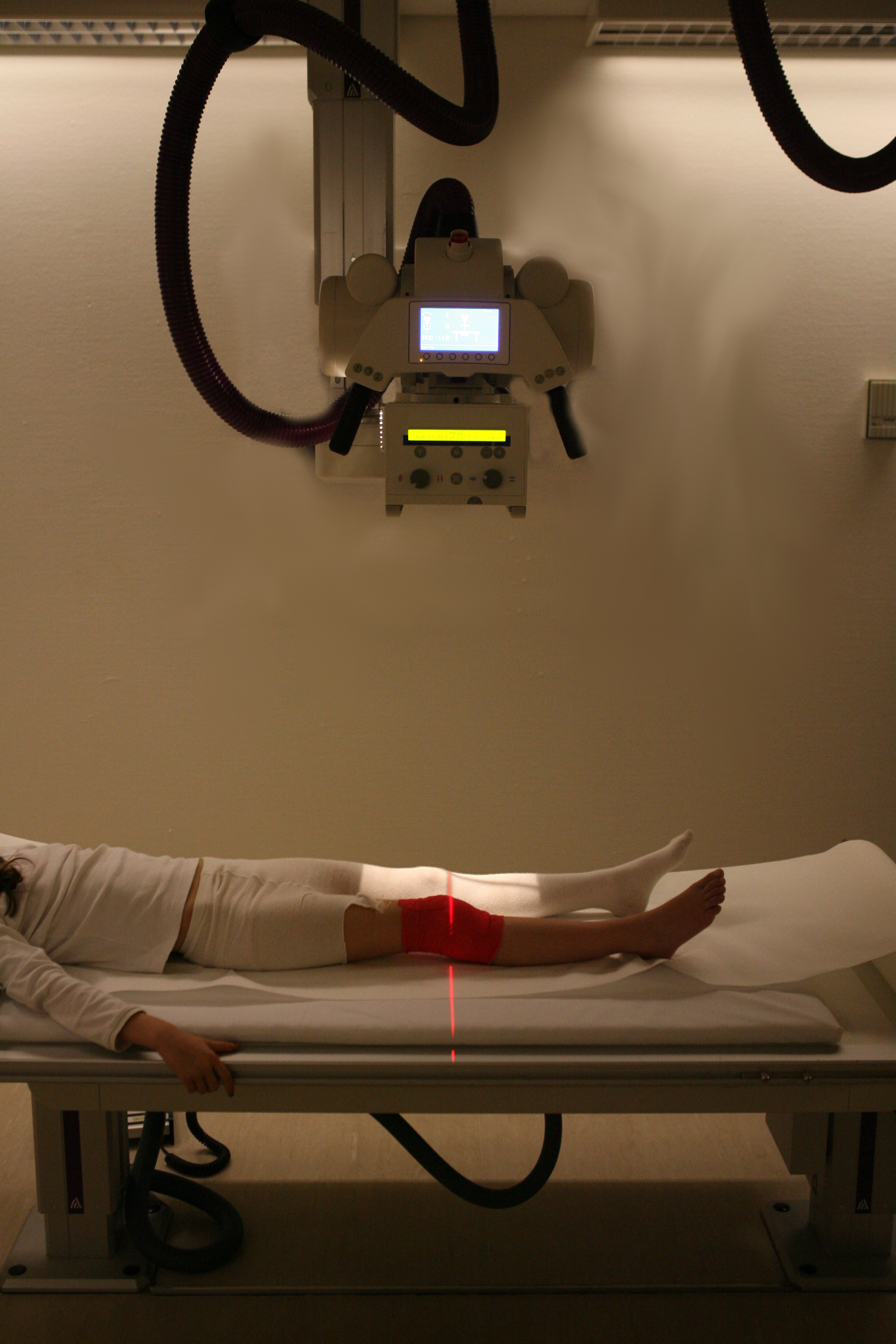
أشعة على الركبة باستخدام جهاز أشعة إكس

## طبيعة العمل

فحص ورسم الأشعة المقطعية

تحالف المهنين الطبين يشمل العديد من الفروع مثل معالج الجهاز التنفسي، معالج طبيعي، تقني الجراحة، التمريض، تقني المختبر، تقني الاشعة وغيرها. الفرع المختص في التحالف يعرف باسم فنى الأشعة وله أفرع وتخصصات خاصة به. ومصطلح فنى الأشعة هو مصطلح شامل يربط بين جميع الأنماط المختلفة داخل تحالف المهنين الطبين. على وجه التحديد، هناك عناوين أخرى تستخدم لوصف طبيعة هذه الوظيفة، مثل تقني الطب النووي، تقنى الأشعة، مُخطِط الصدى، المعالج الإشعاعي، الخ.
فنى الأشعة يوظف مجموعة واسعة من معدات متطورة لإنتاج الصور الطبية مع أقل قدر من الإشعاع للمريض، حتى تتيح للأطباء وأصحاب المهن الطبية الأخرى تشخيص وعلاج الإصابة أو المرض بطريقه أفضل. فنيو الإشعة يستخدمون خبراتهم ومعرفتهم في الفيزياء، علم التشريح، علم وظائف الأعضاء وعلم الأمراض لتقييم حاله المريض، وتطوير تقنية التصوير الإشعاعي الأمثل وتقييم الصور الإشعاعية الناتجة لتحديد ما إذا كان هناك ما يبرر إتخاذ إجراءات إضافية بعد التشاور مع طبيب الأشعة.
مهنة فنى الإشعة تشمل الطرائق التالية (أو التخصصات):
- فحوصات الأشعة التشخيصيه— وتتعامل مع فحص الأعضاء الداخلية والعظام والأجسام الغريبة، ويتم استخدام مواد معتمة للأشعة تسمى الصبغة لإظهار الأنسجة الرخوة .
- التصوير فوق الصوتي — ويستخدم الموجات فوق الصوتية عالية التردد، ويستخدم بشكل متزايد بسبب اقتصادها، أمانها، وتعدد طرق استخدامه في طب التوليد (بما في ذلك مراقبة الجنين طوال فترة الحمل)، necology، الباطنه، وطب الأطفال، ومناطق الأوعية الدموية والقلب والهيكل العظمي والعضلي.
- المناظير—التصوير الشعاعي المباشر المتحرك (إشعاع ثابت) عادة ما تستخدم لتصوير الجهاز الهضمي رصد إدارة عوامل التباين لتسليط الضوء على من أوعيه دمويه والأعضاء أو لمساعدة وضع أجهزة داخل الجسم (مثل الأسلاك الدالة، منظم ضربات القلب، الدعامات الخ.)
- ط م (التصوير المقطعي) -- الذي يوفر صور قطاع عرضي عبر (شرائح) الجسم، ويمكن أيضا إعادة بناء صور إضافية من تلك التي اتخذت لتقديم المزيد من المعلومات سواء في بعد ثنائي أو ثلاثي.
- التصوير بالرنين المغناطيسي— يبني خريطة ثنائيه أو ثلاثية الأبعاد لأنواع الأنسجة المختلفة في الجسم؛
- الطب النووي—ويستخدم متتبع الآثار الإشعاعية التي يمكن أن تدار لبحث كيف يؤدي الجسم والأعضاء وظيفتهم، على سبيل المثال الكلى أو القلب. ويمكن أيضا أن تدار بعض النظائر المشعة لعلاج أنواع معينة من السرطان مثل سرطان الغدة الدرقية.
- العلاج الإشعاعي—يستخدم الإشعاع لتقليص، والقضاء في بعض الأحيان على الخلايا أو الزوائد سرطانية في وعلى الجسم.
- التصوير الشعاعي للثدي—تستخدم الأشعة السينية لتصوير أنسجة الثدي.

## التّعليم
في مصر يتخرج فنى الأشعة من المعهد الفنى الصحى قسم أشعة وتكون الدراسة لمدة عاميين بعد الثانوية العامة شعبة علمي علوم فقط وفي السنوات الاخيرة تم إنشاء عدة كليات علوم طبية خاصة تكون الدراسة بها لمدة أربعة سنوات دراسية وسنة إمتاز ومؤخراً تم زيادة الدراسة في المعهد الفنى الصحى لأربعة سنوات لتطوير المهنة والرقى بها وكذالك فتح الزمالة الطبية المصرية لفنيين الأشعة .
متطلبات التعليم في جميع أنحاء العالم لا تختلف كثيراً بسبب وجود المراجع المشتركة. برامج التدريب الرسمية في التصوير الشعاعي تتراوح مدتها من ثمانيه عشر أشهر إلى أربع سنوات وتؤدي إلى شهادة زمالة، أو درجة البكالوريوس. قبل تحرير برنامج هذه المهنة الهادف للحصول على درجة البكالوريوس الإلزامية لمدة أربع سنوات، كانت هناك شهادة لمدة سنة إلى سنتين أو برامج درجة الزمالة الأكثر انتشارا في كندا والولايات المتحدة. ولأن هؤلاء المهنيين يستخدامون الإشعاعات المؤينة، التي تكون ضارة على الخلايا الحية، معظم الدول لديها قوانين صارمة، وشهادات وعملية التسجيل تتعلق بممارسة هذه المهنة.
المناهج التعليمية متقاربه في شتى البلاد. عادة خلال التعليم الرسمي لابد من أن يتعلموا التشريح البشري وعلم وظائف الأعضاء، والفيزياء العامة والنووية، الرياضيات، الفيزياء الإشعاعية، وعلم المثلثات المسطحه والكروية، علم الصيدله الإشعاعيه، علم الأمراض، علم الأحياء، والإحصاء الحيوي، والبحوث، وإجراءات التمريض والعلوم الطبية والتشخيص تصوير طبي، وأجهزة التصوير الإشعاعي، إجراءات الطوارئ الطبية، وتقنيات التصوير الطبي، وبرمجة الحاسوب، وإدارة رعاية المرضى وأخلاقيات مهنة الطب والكيمياء العامة.

### فيبريطانيا العظمى
```
الإشعاعين، كما هو متعارف عنهم في 
المملكة المتحدة
، يمكن تقسيمها إلى نوعين، إشعاعي تشخيص وإشعاعي علاجي. إشعاعي تشخيص يعمل في قسم الأشعة لتصوير أجزاء الجسم (فيلم 
الأشعة السينية ،
 والاشعة المقطعية 
والرنين
 المغناطيسي وغيرها)، وغالبا ما ينتج نتائج مكتوبة من التقارير التي يمكن أن الأطباء التشخيص من خلالها. في حين أن الإشعاعي علاجي يوجه جرعات من الإشعاع لعلاج السرطان.
```

التدريب في انكلترا وويلز وأيرلندا الشمالية هي بكالوريوس ثلاث سنوات، بينما في اسكتلندا هي أربع سنوات بكالوريوس في العلوم (درجة البكالوريوس). بعد التأهل يطالب المرشح للتسجيل مع مجلس المهن الصحية قبل السماح له بالممارسة. للحفاظ على تسجيلهم في {0}مجلس المهن الصحية{/0}، مطلوب من الإشعاعين مواصلة تعليمهم، والمعروف باسم التطوير المهني المستمر. في المملكة المتحدة اللقب «فني الأشعة» محمي قانونياً.
يمكن للأشعاعين أن يتخصصو من خلال أخذ دورات دراسات عليا على مستوى الماجستير، وعادة ما يطلب دبلوم دراسات عليا لممارسة في مجالات الموجات فوق الصوتية / التصوير بالرنين المغناطيسي / ط م / الطب النووي / التقرير الرسمي الخ. بعض الإشعاعين يمضون قدما للحصول على درجة الماجستير والدكتوراه الفلسفية للعمل بالأشعة كمستشار في المملكة المتحدة.
الأشعاعين مؤهلون للحصول على عضوية جمعية الأشعاعيون.
في خدمة القطاع الوطنى للصحة، وللإشعاعين الآن الكثير من الأدوار التي كانت تاريخيا ل أطباء متخصصون في التصوير الطبي، إشعاعين الأورام (أطباء متخصصة في استخدام الإشعاع لعلاج السرطان). وهذا يشمل الإقرار عن الأفلام المسطحه والمقطعية،  وتأدية إجراءات مثل الحقن الشرجية الباريوم  IVUs وحقن جذر العصب.

### فيالولايات المتحدة
يتم تدريب تقني الإشعاعي في برامج مختلفة الأزمنة تدوم من 18 شهرا للوصول إلى الشهادة أو درجة الزمالة لبرنامج الاربع سنوات وتخرجه بدرجة البكالوريوس. يجب أن تكون جميع برامج تقني الإشعاع معتمدة من قبل لجنة المراجعة المشتركة للتعليم تكنولوجيا الأشعة (JRCERT). بعد الانتهاء من أي من هذه البرامج، فإن تقني الخريج جب أن يخضع لامتحان المجلس. امتحان قلم المحكمة الأمريكية لإصدار شهادات تكنولوجيين الإشعاع (أو المجلس) هو المعيار الذهبي في الولايات المتحدة. ومع ذلك، فإن بعض الدول تسمح لممارسة مايسمى التصوير الشعاعي «محدودة النطاق»، والذي يسمح لالأفراد بحضور دروس لعدة أسابيع مع التركيز على جزء محدد من الجسم، يعقبها أحيانا امتحان ARRT، لكن قد يكون هذا اختياري طالما أن الدولة أصدرت لهم حق الممارسة في «نطاق محدود».
في عام 2005، 38 ولايه اعتمدت التكنولوجيين الإشعاعين. يتم تقديم الشهادة الغير إلزاميه، من جانب قلم المحكمة الأمريكية لتقنيي الأشعة. العديد من أرباب العمل يفضلون توظيف التقنين حاملي الشهادات المعتمده. التقنين المعتمدين يتمتعون بأقصى مرونة وظيفيه للممارسة، حيث يتم قبول أوراق اعتماد ARRT في كل مكان في الولايات المتحدة (على الرغم من أن بعض الولايات لا تحتاج إلى ترخيص لممارسة). الغير معتمدين من قبل ARRT ومرخصين فقط في للعمل في ولايتهم قد لا يكونو قادرين على الممارسة خارج تلك الولاية.
ويتوقع من تكنولوجيي الإشعاع إعادة توثيق شهادتهم من ARRT كل سنتين. لإعادة التوثيق، يجب على تكنولوجيين الإشعاع إكمال 24 ساعه من التعليم المستمر كل سنتين. الفشل في إكمال هذا التعليم المستمر يمكن أن يؤدي بتقني الإشعاع إلى إعادة امتحان المجلس ARRT لكي يعتمد مرة أخرى.
الممارسين المتقدمين وأصحاب المستوى المتوسط يطلق عليهم مساعدي أشعه ممارسين (RPAs) ومساعدي أشعه مسجلين (RRAs).
التنظيم التعليمي الحالي لمساعدي الأشعة ممارسين هو جمعية إمدادالأشعة الطبيب (SRPE)، ورئيسها الحالي هو واد كارينغتون ونائب الرئيس هو ديفيد هردويك.

### فيالفلبين
في الفلبين، يمكن الحصول على مؤهلات تقنية الإشاعة من خلال التعليم عن بعد أو التعلم عبر الإنترنت، في حين أن مجرد التراخيص محدودة، والشهادات المهنية أمر غير مقبول. حاليا، 4 أعوام كامله للتعليم الثانوي وعرض أطروحة، واجتياز امتحان التراخيص والتي تدار كل يونيو ونوفمبر في مانيلا من خلال اللائحة الفنية، مع عضوية نشطة في اللجنة الفلبينية لرابطة تكنولوجي الإشعاع والامتثال إلإلزامي المستمر مع التنمية المهنية مطلوبة لممارسة تكنولوجيا الإشعاع في الفلبين. المهنة ومسمى تكنولوجي الإشعاع في الفلبين ينظمها التشريع ويحميها القانون. درجة بكالوريوس إشعاعي التكنولوجياهو برنامج في الفلبين يغطي مجموعة واسعة من المواضيع تشمل ما يلي : علم المثلثات الكروية والمسطحه، والكيمياء غير العضوية والعضوية، الفيزياء العامة والكيمياء الحيوية والأخلاقيات الطبية، الطب النووي، العلاج الإشعاعي، التصوير المقطعي، التصوير بالرنين المغناطيسي، الموجات فوق الصوتية، الأشعة التداخلية، تصوير الثدي، علم الأمراض، وإجراءات الأشعة في التمريض، فيزياء الأشعة والحماية من الإشعاع ، التصوير الشعاعي الرقمية والتصوير الشعاعي العام على سبيل المثال لا الحصر.
وتستند مناهج تكنولوجيا الإشعاع في الفلبين على المعايير التي وضعتها الجمعية الأمريكية للالتكنولوجيين إشعاعي.
ودرجة الماجستير في الإدارة والعلوم والتعليم متاحة في مختلف الجامعات المرموقة مثل جامعة سانتو توماس.
- الامتثال لتوجيهات الايزو شائع مع تقنيي الأشعة الفلبينية.

بنية النظام التعليمي الفلبيني صمم وفٌرِض من الولايات المتحدة الأمريكية بعد أن استعمرتها. الإنجليزية، كونها واحدة من اللغتين الرسميتين في الفلبين، هو وسيلة وطنية للتدريس في التعليم. المراجع لتعليم تكنولوجيا الإشعاع في الفلبين هي أساسا من الولايات المتحدة وغيرها من البلدان الناطقة بالإنكليزية. وتشمل المراجع ولكن لا تقتصر على الكتاب مثل : Ballinger، Bushong، Charboneau، ويلسون، Rumack، Saia، سوندرز، طومسون، وYochun Saia.
الجهات المفضلة لالمهاجرين الفلبينيين إلى الخارج من تكنولوجي الإشعاع أو تكنولوجي أشعة اكس هي : الولايات المتحدة وكندا [[بريطانيا العظمى|وبريطانيا العظمى]] والشرق الأوسط.

### الترقي المهني

#### في الولايات المتحدة.
بينما يعمل تكنولوجي الإشعاع في الولايات المتحدة في مجال الصدمات، غرفة العمليات، العناية المركزة، المناظير، الفحص بالاشعة المقطعية والرنين المغناطيسي وتصوير الأوعية وغيرها من المناطق، يوجد العديد من الخيارات الأخرى المتاحة للترقي الوظيفي. ويمكنهم تحقيق التعليم المستمر في التصوير الشعاعي للثدي، الكروم، التصوير بالرنين المغناطيسي، تصوير الأوعية، وتكون معتمدة من ال ARRT في هذه المجالات. وقد يواصلو تعليم إضافي في مجالات الموجات فوق الصوتية (التصوير فوق الصوتي)، والطب النووي. (توجد نتائج في دراسة رائدة حول استخدام التصوير فوق الصوتي كما نشرت شهادات كان ARRT في عام 2005). 
```
الراغبون في تقلد مناصب قيادية بإمكانهم الحصول على مناصب إدارية مثل المشرف الدوريات، رئيس (الذي يسمى أحيانا «قائد») تقني الإشعاع، أو مدير الإدارة، مسؤول أو مدير. وطبقاً للمؤسسة، تكون دورات أو درجة الماجستير في إدارة الأعمال أو الصحة من الضروري للمناصب الإدارية.
```

وهناك أيضا مسار وظيفي في تعليم التكنولوجيا الإشعاعيه لأولئك الذين يرغبون في أن يكون لهم يد في مستقبل المهنة. حتى هذا المسار الوظيفي يحتوي على عدة اتجاهات، مدرب طبي ومدرب تعليمي (حلقه دراسيه)، وفي الأغلب تكون وظائف إدارية للمنسق الطبي ومدير البرنامج.
في الولايات المتحدة، بعض مصوري الموجات فوق الصوتية وتكنولوجيين التصوير بالرنين المغناطيسي ليسو تكنولوجي إشعاع. ومع ذلك، ينبغي أن يكونو معتمدين من قبل بعض الوكالات التي تعادل ARRT لضمان أن الإعدادالتربوي كان كافيا. وهم قادرون على أداء الامتحانات، وعلى وجه التحديد في مجالات التصوير بالرنين المغناطيسي والتصوير فوق الصوتي فقط حيث أن تلك الطرق لا تستخدم الإشعاعات المؤينة، وبالتالي لا تقام مقام المعايير الوقائية كنفس مجالات التكنولوجيا الإشعاع.

## الأجور والمرتبات المعلومات وتوافر فرص العمل

### كندا
في كندا (باستثناء كيبيك)، يتراوح راتب تكنولوجي الأشعة السينية من 19.5- 28.5
دولار في الساعة و ($ 40,000—56,000 $، محسوبة للعاملين بدوام كامل) للخريجين الجدد وبمبلغ يصل إلى 42.5 دولار في الساعة (85000
```
$، محسوبة للعاملين بدوام كامل) في المستوى الأعلى لعاملين بالأشعة السينية التكنولوجيين في ألبرتا. متوسط الأجر السنوي لتكنولوجي التصوير الإشعاعي وطنيا في 2005 كان حوالي 50000 $ وفقا 
للاحصاءات كندا.
```

### بريطانيا العظمى
وتستند المرتبات على خطة القطاع الوطني الخدمى للصحة لتغير نطاق الدفع :
فني الأشعة المؤهلين حديثا، يقعون في النطاق الخامس : £ 20,710—26,839 £ (طبقاً لبيانات تم جمعها من رواتب يناير '10).
مدى رواتب كبار فني الأشعة، يقعون في النطاق السادس : £ 24,831—33,436 £ طبقاً لبيانات تم جمعها من رواتب يناير '10).
مدى مرتبات القائد أو مراقب الصف، يقعون في النطاق السابع/والثامن أ: 29789—45,000 جنيه استرليني (طبقاً لبيانات تم جمعها من رواتب يناير '10).
يمكن للمديرين أومستشاري الأشعة كسب ما يصل إلى 65,657 £، ويقعون في النطاق الثامن د (طبقاً لبيانات تم جمعها من رواتب يناير '10)
.
SCoR هي الهيئة المهنية والنقابة لمصوري الأشعة في المملكة المتحدة. في المملكة المتحدة ، هناك غموض في استخدام المصطلح Radiographer لأن هذا لا يفرق بين مصور الأشعة العلاجية (المعروف أيضًا باسم أخصائيي العلاج الإشعاعي) ومصوري الأشعة التشخيصية ونتيجة لذلك ، فإن كل هذه الألقاب هي عناوين محمية داخل المملكة المتحدة ولا يمكن استخدامها من قبل أي شخص لم يجر دراسة رسمية ومسجلًا لدى مجلس المهن الصحية والرعاية (HCPC). من أجل ممارسة التصوير الشعاعي في المملكة المتحدة ، يجب على المرشحين الآن الحصول بنجاح على شهادة في برنامج درجة من مؤسسة معتمدة. يتم تقديم الدرجات العلمية من قبل الجامعات في جميع أنحاء المملكة المتحدة وتستمر لمدة 3 سنوات على الأقل في إنجلترا وويلز وأيرلندا الشمالية ؛ و 4 سنوات في اسكتلندا. [57] [58] يقضي المصورون بالأشعة التشخيصية للطلاب قدرًا كبيرًا من الوقت في العمل في مختلف المستشفيات التابعة لجامعتهم أثناء دراستهم لتلبية متطلبات التسجيل لدى HCPC.
إنهم متخصصون في الحصول على الصور الشعاعية للمرضى المحولين من الممارس العام (GP)، والمرضى الخارجيين ، والمرضى المحولين من قسم الطوارئ (ED) والمرضى الداخليين. إنهم يجرون أشعة سينية متنقلة في الأجنحة وفي الأقسام الأخرى حيث يكون المرضى حرجين للغاية بحيث لا يمكن نقلهم ويعملون كجزء من فريق العمليات في حالات جراحة العظام والمسالك البولية بشكل أساسي ، مما يوفر للجراحين التصوير الشعاعي المباشر. بمجرد تأهيلهم ، يمكن لمصوري الأشعة التشخيصية الحصول على الأشعة السينية دون إشراف والعمل كجزء من فريق التصوير. سيكون لديهم مؤهلات فحص الرأس الأساسية في التصوير المقطعي المحوسب وحتى الخبرة الأساسية في التصوير بالرنين المغناطيسي والموجات فوق الصوتية والطب النووي.
يمكن أن يتخصص مصورو الأشعة التشخيصية في المنزل أو من خلال دورة جامعية كخريج في التصوير المقطعي المحوسب أو التصوير بالرنين المغناطيسي أو الموجات فوق الصوتية أو الطب النووي مع فرص الحصول على ماجستير أو دكتوراه في مجالهم. يتولى مصورو الأشعة التشخيصية في المملكة المتحدة أيضًا أدوارًا كان يؤديها عادةً اختصاصي الأشعة (طبيب متخصص في تفسير الأشعة السينية)، أو طبيب المسالك البولية أو طبيب القلب في الماضي. تشمل هذه الممارسة الموسعة إجراءات تدخلية متنوعة لا تستثني الحقن الشرجية للباريوم ووجبات / ابتلاع الباريوم ورأب الأوعية المحيطية وحقن جذر العصب وإدخال الخط المركزي والعديد من الإجراءات الأخرى.
الهيئة المهنية والنقابة العمالية لمصوري الأشعة في المملكة المتحدة هي جمعية وكلية مصوري الأشعة (SCoR). شارك الاتحاد بشكل كبير في توسيع نطاق ممارسة المصورين بالأشعة في المملكة المتحدة وساعد في توسيع دور فني الأشعة بشكل كبير.

### إيطاليا
في إيطاليا تقني إشعاعي كسب مرتب إجمالي يصل إلى حوالي 22,000 € سنويا

### لتوانيا
في ليتوانيا تقني الإشعاع الذي يعمل في مجال الطب النووي يكسب مرتب الإجمالي يقارب 24,000 ليتا (7000 يورو) سنويا

### الولايات المتحدة الأميركية
طبقاً دراسة من الجمعية الأمريكية لتكنولوجي الإشعاع فإن متوسط الراتب على مستوى البلاد يصل إلى 58,673 $ سنويا. وأفادت التقارير أن متوسط التعويض للدوام الكامل هو الأعلى في كاليفورنيا (75873 $)، ماشوستس (71,574 $)، واشنطن العاصمة (68585 $) (كونيتيكت) (66471 $) واوريغون (66152 $). وأفادت التقارير أن متوسط التعويض للدوام الكامل كان أدنى في ولاية فرجينيا الغربية (45,627 $)، داكوتا الجنوبية (48,902 $)، ولاية ألاباما (49,131 $)، ولاية اركنسو (50244 $) وداكوتا الشمالية (50601 $). التخصصات ذات العائد الأعلى للتعويضات كانت لقياس الجرعات الطبية (87188 $) والعلاج الإشعاعي (71461 $). وكانت الأشعة (52,336 $) هي الأقل ربحا، تليها التصوير الشعاعي للثدي (56605 $). يتم حساب الاستطلاع بناء على المعلومات التي قدمها التكنولوجيين أنفسهم. كما هو الحال في معظم المجالات، زيادة الأجور تتناسب مع كمية الخبرة، ومستويات المسؤولية والقدرات والإمكانيات المختلفة. يجب أن نضع في الاعتبار أن الولايات الأعلى راتباً أيضا هي الأعلى في تكاليف المعيشة بما يتناسب مع غلاء المعيشة.
في الولايات المتحدة ، يُعرف هؤلاء المتخصصون باسم تقنيي الأشعة. تتراوح برامج التدريب الرسمية في التصوير الشعاعي في الطول الذي يؤدي إلى الحصول على شهادة أو مشارك أو درجة البكالوريوس. يتطلب السجل الأمريكي لتقنيي الأشعة (ARRT)، وهو منظمة الاعتماد الأساسية لتقنيي الأشعة في الولايات المتحدة ، أن يكون المرشحون لامتحانات شهادة ARRT حاصلين على درجة الزمالة على الأقل اعتبارًا من يناير 2015، مما يؤدي فعليًا إلى إنهاء برامج الدبلوم التي لا تمنح درجة علمية . [66] يتم الاعتماد بشكل أساسي من خلال لجنة المراجعة المشتركة للتعليم في تكنولوجيا الأشعة (JRCERT)، وهي الوكالة الوحيدة المعترف بها من قبل وزارة التعليم الأمريكية ومجلس اعتماد التعليم العالي لمنح الاعتماد لكل من البرامج التقليدية وعبر الإنترنت في التصوير الشعاعي والعلاج الإشعاعي ، التصوير بالرنين المغناطيسي وقياس الجرعات الطبية. يتم الاحتفاظ بصفحة على الإنترنت حيث يمكن للطلاب المحتملين التحقق من اعتماد البرامج.

#### ممارسة موسعة
مهنة جديدة ومتطورة لتقنيي الأشعة هي وظيفة مساعد أخصائي الأشعة المسجل وهو تقني متمرس - وليس مساعد طبيب - أكمل تعليمًا وتدريبًا إضافيًا واجتاز امتحانات ليعمل كموسع لأخصائي الأشعة. قائمة بأسماء 9 R.R.A المعتمدة حاليًا. تتم إدارة البرامج بواسطة ARRT ويمكن الوصول إليها عبر الإنترنت. المرشحون لـ R.R.A. يجب أن تمتلك الشهادة درجة بكالوريوس العلوم كحد أدنى.
مساعد أخصائي أشعة مسجل (R.R.A)، مسار وظيفي جديد لممارسة الأشعة المتقدمة في الولايات المتحدة لتقنيي الخبرة. R.R.A.s لا تفسر الأفلام / الصور / الدراسات بطريقة المصور الإشعاعي المبلّغ. تم قبول الدور من قبل الكلية الأمريكية للأشعة

### وظيفة شاغرة
كما هو الحال مع العديد من المهن في الولايات المتحدة، هناك العديد من الوظائف المتاحة لمهنيين تكنولوجيا الإشعاع في عام 2010. ربما يرجع هذا، جزئيا، إلى عدد كبير من فرص العمل الشاغرة منذ بضع سنوات. وكان هذا الشغور في المهنة حافزا لكثير من الأطراف المهتمة للتدفق إلى برامج تكنولوجيا الإشعاع. استفادت مرافق تعليمية عديدة من هذا الطلب لتوسيع برامجها التعليمية. عن طريق قبول المزيد من الطلاب، نسبة الخريجين ونسبة الوظائف المتوفرة تتوازن في نهاية الأمر. في بعض المناطق في الولايات المتحدة الأمريكية، يميل ميزان هذا الوضع في نهاية المطاف ويبدأ الخريجون في إيجاد صعوبة بالغة في الحصول على وظيفة.
وثمة عامل اقتصادي آخر قد يأثر على توافر الوظائف. حيث يقدر الكثير من الناس الأمن الوظيفي أكثر من راتب والموقع—ولذلك يفضل الكثير منهم البقاء في مواقعهم بدلا من التنقل، كما كانو يفعلون سابقاً. طول العمر يعني الاستقرار في العديد من المرافق.
وبالإضافة إلى ذلك، أرباب العمل يحاولون خفض النفقات للعاملين بدوام كامل لدفعهم لعدم تجديد عقود عملهم (لإنقاذ التكلفة على حساب الفوائد)، وإنما يتم استبدالهم بوظائف تحت الطلب. عندما يسألو في استطلاعات الخريجين، فإن هؤلاء الأفراد في كثير من الأحيان يقِرو أنهم لايمتلكون الوظائف التي سعو إليها بعد التخرج.
لجعل أنفسهم أكثر قابلية للتسويق، يعمل المتخصصين في تكنولوجيا الإشعاع في التدريب عبر عدة قطاعات. ابتداء من فني الأشعة والانتقال إلى التصوير بالأشعة المقطعية، فحص الثدي بالأشعة أو التصوير بالرنين المغناطيسي ليست سوى بعض من شهادة إثراء التحركات التي بذلت. العديد من تكنلوجي الاشعه شهدو عوده مرة أخرى إلى الساحة التعليمية للتعليم متقدمة في العلاج الإشعاعي، الإجراءات الخاصة (الأشعة التداخلية) أو الطب النووي.

## المخاطر
تشير الدراسات الوبائية إلى أن المصورين الشعاعيين العاملين قبل عام 1950 معرضون بشكل متزايد لخطر الإصابة بسرطان الدم وسرطان الجلد ، ويرجع ذلك على الأرجح إلى عدم استخدام مراقبة الإشعاع والوقاية منه.
يمكن للإشعاع المؤين ، المستخدم في مجموعة متنوعة من إجراءات التصوير ، أن يتلف الخلايا. يتم استخدام الدروع الواقية من الرصاص على المريض ومن قبل فني الأشعة لتقليل التعرض عن طريق حماية المناطق التي لا تحتاج إلى تصوير من مصدر الإشعاع. في حين أن الرصاص شديد السمية ، فإن الدروع المستخدمة في التصوير الطبي مغلفة لمنع التعرض للرصاص ويتم اختبار سلامتها بانتظام.
يتعرض مصورو الأشعة الذين يطورون أفلام الأشعة السينية لمخاطر كيميائية مختلفة مثل ثاني أكسيد الكبريت ، الجلوتارالدهيد ، وحمض الخليك. يمكن أن تسبب هذه العوامل الربو ومشاكل صحية أخرى.
من الناحية النظرية ، يمكن للمجالات المغناطيسية الثابتة القوية لأجهزة التصوير بالرنين المغناطيسي أن تسبب تغيرات فسيولوجية. بعد تعريض مزرعة الخلايا العصبية البشرية لمجال مغناطيسي ثابت لمدة 15 دقيقة ، حدثت تغييرات في مورفولوجيا الخلية جنبًا إلى جنب مع بعض التعديلات في الوظائف الفسيولوجية لتلك الخلايا. ومع ذلك ، لم يتم حتى الآن تكرار أو تأكيد هذه التأثيرات بشكل مستقل ، وقد أجريت هذه الدراسة الخاصة في المختبر.
يمكن أن يؤدي التصوير بالموجات فوق الصوتية إلى تشويه الخلايا في مجال التصوير ، إذا كانت هذه الخلايا في سائل. ومع ذلك ، فإن هذا التأثير لا يكفي لإتلاف الخلايا.
كما هو الحال مع أي أخصائي صحي متحالف ، من المحتمل التعرض للأمراض المعدية ، ويجب استخدام معدات الحماية الشخصية (PPE) واحتياطات مكافحة العدوى لتقليل مخاطر العدوى.

## الوصلات الخارجية
- السجل الأمريكي لالتشخيص الطبي باستخدام الموجات الصوتية
- السجل الأمريكي لتكنولوجي الإشعاع وهو هيئة وطنية لاعتمادات أخصائيي تكنولوجيا الإشعاع في الولايات المتحدة الأمريكية.
- الجمعية الأمريكية للتقنيي الأشعة هي المنظمة المهنية الوطنية للولايات المتحدة الأمريكية.
- ومؤسسه تقني الإشاعه الفلبينية تقني الأشعة  على فيسبوك.
- جمعية تقنيي الأشعة الفلبينية
- مجتمع على الإنترنت للفنيين وإشعاعي
- eRADIMAGING هو نشره إلكترونية مجانيه حصريا لتقني الأشعة
- الجمعية البريطانية للأشعاعين
- مجلس المهن الصحية في المملكة المتحدة
- دليل التوقعات المهنية، الطبعة 2006-07—توقعات مفصلة للتقني الأشعة ورسالتها الفنية، المقدمة من مكتب إحصاءات العمل، وزارة الخارجية الأمريكية العمل.
- مكتب العمل للإحصاءات -- كتيب التوقعات الوظيفيه -- الولايات المتحدة
- بيان المملكة المتحدة لمعاير ضمان الجودة عن التصوير الإشعاعي
- الجمعية البريطانية للطب النووي -- فني الأشعة النووية الطب
- الجمعية البريطانية للتصوير بالرنين المغناطيسي بالأشعة
- المعهد البريطاني للتصوير الشعاعي، أقدم جمعية للطب الإشعاعي في العالم. ويمكن إرجاع أصول الجمعية مرة أخرى إلى الاجتماع الأول الذي عقد في 2 أبريل 1897 لتشكيل «مجتمع الأشعة السينية».
- مجموعة تواصل تقني الأشعة
- جمعيات ورابطات الأشعة  قائمة بجمعيات الأشعة والمجتمعات في الولايات المتحدة وحول العالم
- ISRRT هو المجتمع الدولي من أجل المتخصصين في تكنولوجيا الإشعاع في جميع أنحاء العالم
- جمعية نيويورك لتقنيي الأشعة

http://www.rtstudents.com/radiology/radiology-societies.htm